# (4451) Грив
(4451) Грив (лат. Grieve) — астероид, относящийся к группе астероидов пересекающих орбиту Марса и принадлежащий к светлому спектральному классу S. Он был открыт 9 мая 1988 года американским астрономом Кэролин Шумейкер в Паломарской обсерватории и назван в честь канадского геолога Ричарда Грива (Richard A. F. Grieve).

Орбита астероида Грив и его положение в Солнечной системе